# Gabrovo (Guevgueliya)
Gabrovo (en macédonien Габрово) est un village du sud-est de la Macédoine du Nord, situé dans la municipalité de Guevgueliya. Le village comptait 20 habitants en 2002.

## Démographie
Lors du recensement de 2002, le village comptait :
- Macédoniens : 20